# Aeropuerto Jolly Grant
El Aeropuerto Jolly Grant (IATA: DED, OACI: VIDN), también conocido como Aeropuerto de Dehradun, es un aeropuerto que da servicio a Dehradun, Uttarakhand, India.

## Resumen
El aeropuerto está ubicado a 25 km al sureste de la ciudad de Dehradun. Enclavado al pie de la cordillera del Himalaya, el aeropuerto, tras una ampliación de su pista para acomodar aviones más grandes, inició sus operaciones comerciales el 30 de marzo de 2008. El aeropuerto se sitúa próximo a la ciudad de Rishikesh, puerta de entrada a los Himalaya, posibilitando un acceso más directo a los turistas en lugar de tener que viajar en tren o por carretera. Se tarda unos veinte minutos conduciendo hasta la población de Rishikesh y en torno a 45 minutos a Haridwar. Sus esfuerzos se han centrado en atraer aerolíneas para que inicien operaciones, especialmente aerolíneas tradicionales, que supongan un fuerte impulso al sector turístico.
La Dirección de Aeropuertos de India ha ampliado recientemente la pista del aeropuerto posibilitando ahora las operaciones de los Airbus A321, y los Boeing 737 así como otros aviones de tamaño similar.

## Aerolíneas y destinos

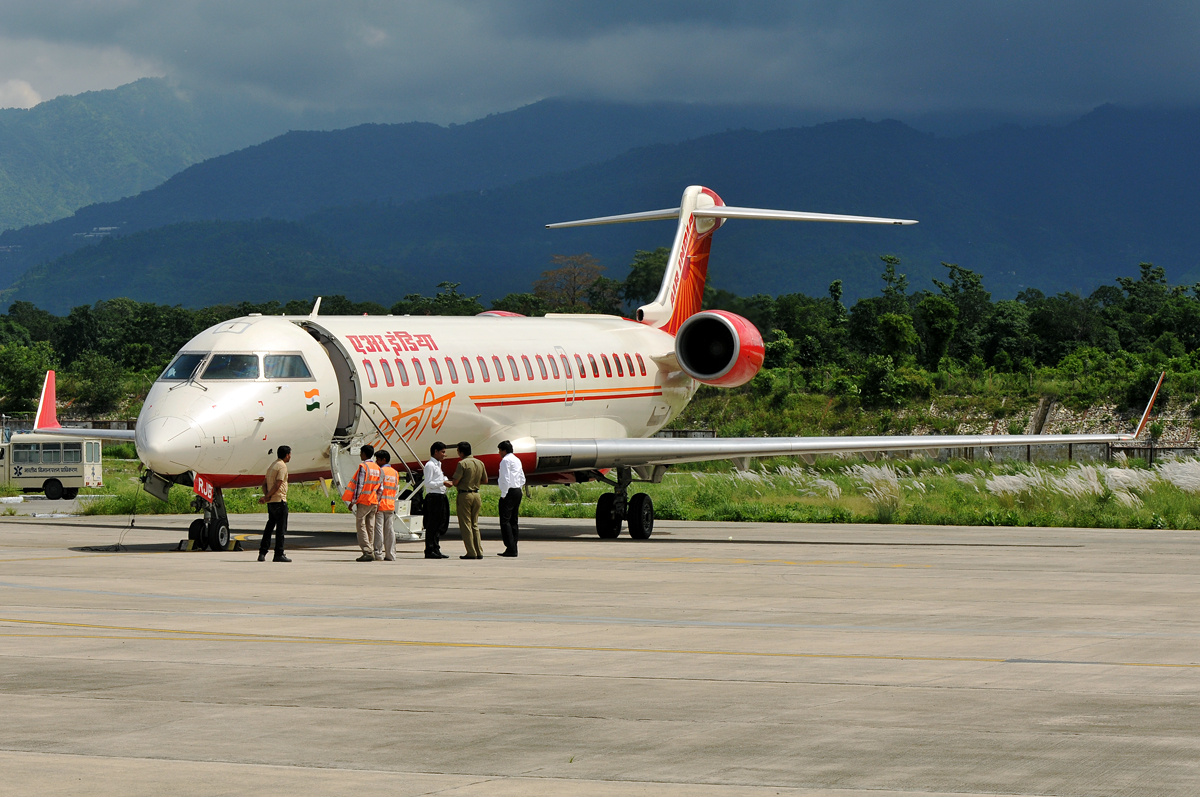
Avión Bombardier CRJ700 de Air India Regional en el aeropuerto Jolly Grant de Dehradun.

| Aerolíneas   | Destinos | Refs. |
| ------------ | --- | ----- |
| Alliance Air | Delhi, Amritsar (inicia 6 de marzo de 2024)                                                                    | [ 1 ] |
| FlyBig       | Bathinda, Ghaziabad, Ludhiana, Pithoragarh                                                                     | [ 3 ] |
| IndiGo       | Ahmedabad, Bangalore, Bombay, Delhi, Goa–Mopa, Hyderabad, Jaipur, Lucknow, Prayagraj, Pune Estacional: Calcuta | [ 7 ] |
| Vistara      | Bangalore, Bombay, Delhi                                                                                       | [ 8 ] |

## Estadísticas
Ver fuente y consulta Wikidata.